# Tag der Aktivisten

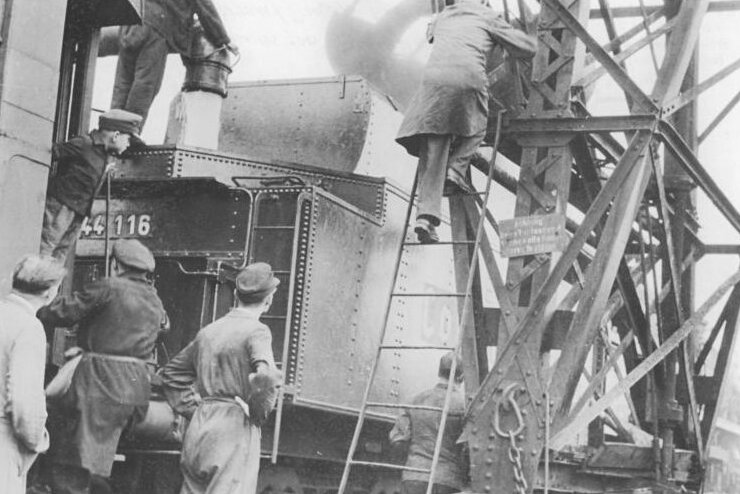
Aktivistenlok Nr. 1 von Leipzig-Wahren, fuhr 1949 am „Tag der Aktivisten“ 925 Streckenkilometer in 24 Stunden

Der Tag der Aktivisten war ein am 13. Oktober begangener Aktionstag in der DDR, an dem Beschäftigten Auszeichnungen für herausragende Leistungen verliehen wurden.
Der Tag wurde erstmals 1949 auf Beschluss des Bundesvorstandes des FDGB begangen. Der Tag sollte an eine Hochleistungsschicht des Bergmannes Adolf Hennecke erinnern, der am 13. Oktober 1948 in einer geplanten Aktion im Steinkohlenwerk Karl Liebknecht seine Tagesnorm mit 387 % erfüllt hatte und dafür zum „Vorbild einer neuen Einstellung zur Arbeit“ erklärt wurde. Die SED-Geschichtsschreibung sah es allgemeiner:

„In der Aktivistentat Adolf Henneckes und der immer rascheren Entwicklung der Aktivistenbewegung fand die historische Rolle der Arbeiterklasse als Schöpfer einer neuen Gesellschaftsordnung, als Führer des Volkes zu einem besseren Leben ihren sichtbaren Ausdruck“

Am 13. Oktober 1949 zeichnete der FDGB in den Betrieben und Einrichtungen der DDR 25.000 Aktivisten aus. Die Verleihung von Aktivistenurkunden war verbunden mit einer Prämie und einem Abzeichen – in Fortschreibung der wirtschaftlichen Entwicklung zunächst als Aktivist des Zweijahrplanes, dann Aktivist des Fünfjahrplanes, Aktivist des Siebenjahrplanes (siehe abgebildete Urkunde) und schließlich Aktivist der sozialistischen Arbeit.

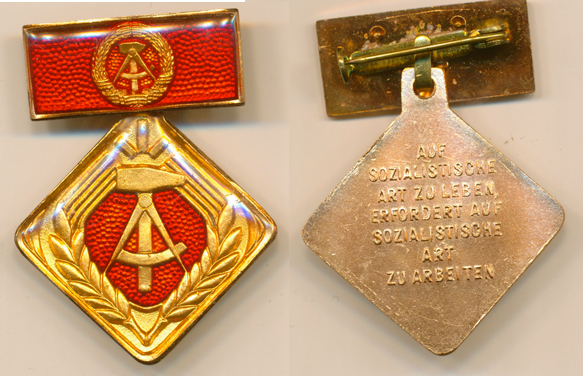
Medaille Aktivist der sozialistischen Arbeit
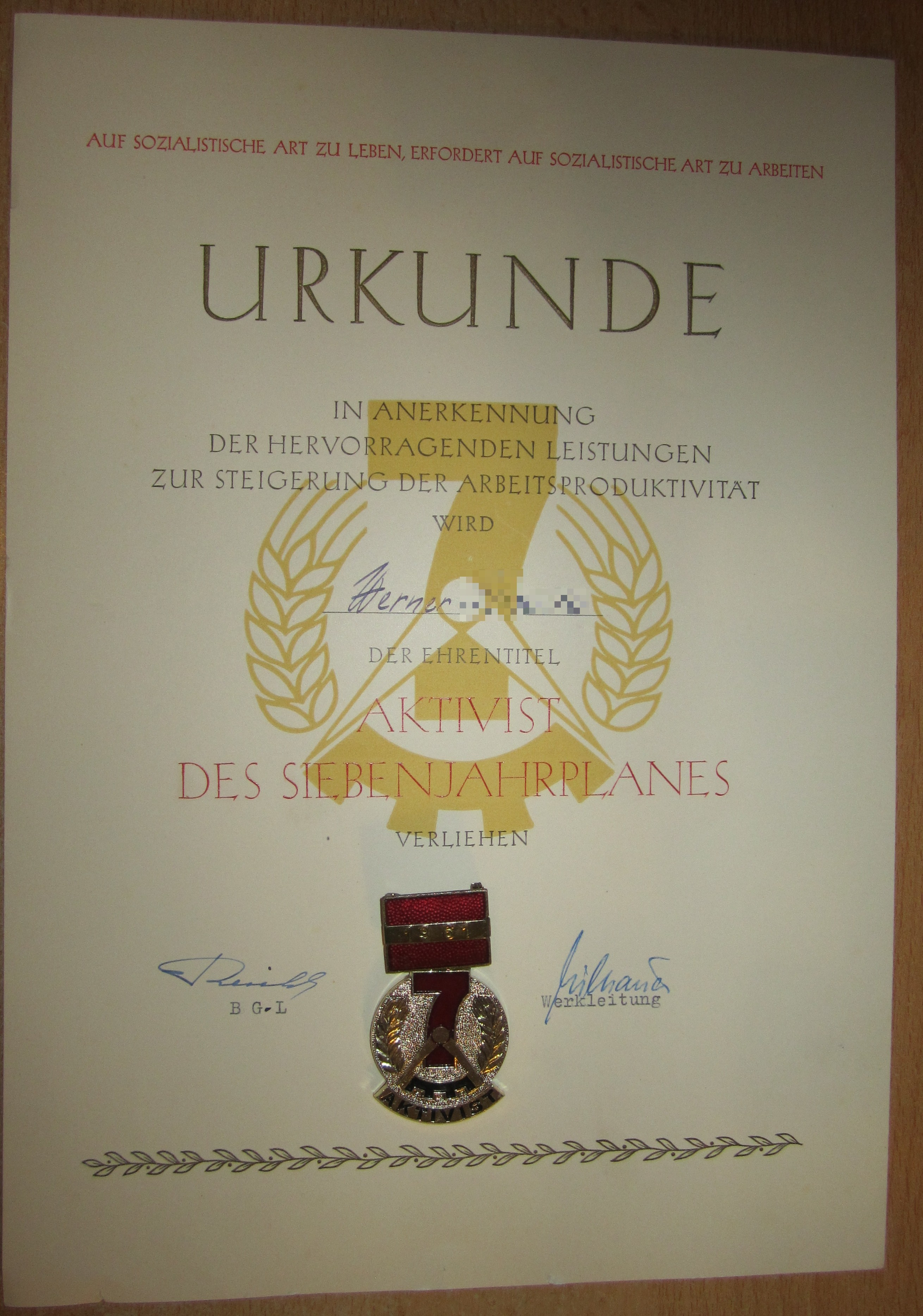
Aktivistenurkunde und -abzeichen, 1961